# Титов, Виктор Абросимович
Ви́ктор Абро́симович Тито́в (27 марта 1939, Степанакерт,  Нагорно-Карабахская автономная область, Азербайджанская ССР — 4 августа 2000, Санкт-Петербург, Россия) — советский и российский кинорежиссёр, сценарист, актёр.

## Биография
Виктор Абросимович Титов родился в Степанакерте, Нагорно-Карабахской Автономной Области (НКАО), Азербайджанской ССР 27 марта 1939 г. Отец — донской казак, мать — карабахская армянка. В 50-е годы семья переехала в Ростов-на-Дону.
После окончания школы, в 1957 году, Виктор Титов ушёл в армию, где служил в артиллерийских войсках. После армии по комсомольской путёвке поднимал целину. И в армии, и в целинных бригадах активно участвовал в самодеятельности, организовывал капустники, ставил спектакли, где часто играл сам.
В 1963 году Виктор поступил во Всесоюзный государственный институт кинематографии в мастерскую режиссуры под руководством Михаила Ромма. После того как Ромма отстранили от руководства мастерской, его учеников передали режиссёру Александру Столперу. Однокурсниками Виктора Титова были Динара Асанова, Сергей Соловьёв, Игорь Шешуков и другие мастера советского кино.
Диплом Виктор Титов защитил в 1968 году фильмом «Солдат и царица» с участием Олега Даля и Екатерины Васильевой. Первой полнометражной картиной Виктора Титова стал фильм «Вальс», затем он снял советско-болгарский фильм-оперу «Любовь к трём апельсинам» по одноимённой опере С. Прокофьева. Авторский вариант фильма не устроил худсовет Госкино, он был охарактеризован как «формалистичный, буржуазный, развратный» и уничтожен. Молодому режиссёру пришлось внести несколько сотен поправок, и только тогда картину один раз показали по телевидению.
Несмотря на опалу, Виктору Титову всё-таки разрешили снять следующий фильм: сатирическую комедию о Москве и москвичах 1920-х—30-х годов «Ехали в трамвае Ильф и Петров» на основе фельетонов, рассказов, записных книжек Ильфа и Петрова. Фильм с участием звёзд советского кино Евгения Леонова, Льва Дурова, Владимира Басова, Зиновия Гердта, Михаила Глузского, Олега Табакова, Иннокентия Смоктуновского прошёл с большим успехом по экранам СССР. Затем Титов снял картину, в основу сюжета которой легла история о курганском хирурге Гаврииле Илизарове, изобретателе аппарата для фиксации костей при переломах. В 1974 году на экраны страны вышел фильм «Чудо с косичками» — именно так называли западные спортивные журналисты гимнастку Ольгу Корбут.
Поистине народным кино стал восьмой фильм режиссёра — «Здравствуйте, я ваша тётя!», снятый в телеобъединении «Экран». Цитаты из этой мастерски сделанной комедии, построенной по всем законам жанра, лёгкой и взрывной, до сих пор звучат в народе.
В 1982 году им создан фильм, ставший одним из первых опытов абсурдистской комедии «Не ждали, не гадали!». Фильм был положен на полку.
В 1979 году Виктор Титов снял на «Ленфильме» сериал по повести Вениамина Каверина «Открытая книга», в котором показал борьбу в научной среде времён сталинизма.
Через несколько лет он вернулся к этому жанру в 14-серийной саге о российской интеллигенции «Жизнь Клима Самгина» по роману Максима Горького. После съёмок этого фильма на «Ленфильме» режиссёр остался в Ленинграде, где сделал ещё 9 фильмов. Большинство из них попало в «чёрную дыру» — упадок российского кинематографа, нищенское финансирование. Тем не менее, и в эти тяжёлые годы им снята комедия «Анекдоты».
В 1998 году режиссёр тяжело заболел.  Скончался 4 августа 2000 года в Санкт-Петербурге. Похоронен на Комаровском кладбище.

### Семья
Жена — Светлана Дмитриевна Титова, художник по костюмам.
Дети: сын Андрей Титов, старший ведущий редактор журнала «7 дней»; дочь Светлана, дизайнер.
Брат — Александр Титов (12 января 1957), специалист-эксперт отдела информационной политики Правительства Ростовской области. Работал фотохудожником на фильмах брата, снимался в эпизодах.

## Фильмография

### Актёр
- 1967 — Возмездие — замполит Завалишин
- 1972 — Ехали в трамвае Ильф и Петров — один из братьев Усышкиных
- 1973 — Берега — Пётр Петрович Гудошников

### Режиссёр
- 1968 — Солдат и царица (короткометражный)
- 1969 —  Вальс
- 1970 — Любовь к трем апельсинам (совместно с Ю. Богатыренко)
- 1972 — Ехали в трамвае Ильф и Петров
- 1973 — Каждый день доктора Калинниковой
- 1974 — Чудо с косичками
- 1975 — Здравствуйте, я ваша тётя!
- 1979 — Открытая книга (сериал)
- 1980 — Адам женится на Еве
- 1981 — Отпуск за свой счёт
- 1982 — Не ждали, не гадали!
- 1988 — Жизнь Клима Самгина (сериал)
- 1988 — Динара (документальный)
- 1989 — Васька (сериал)
- 1990 — Анекдоты
- 1992 — Восточный роман
- 1992 — Дитя (короткометражный)
- 1993 — Проклятие Дюран (сериал)
- 1994 — Русский транзит (сериал)
- 1999 — Кадриль
- 1999 — Плачу вперёд!
- 2000 — Дом надежды (сериал; совместно с Е. Леоновым-Гладышевым)

### Сценарист
- 1971 — Ехали в трамвае Ильф и Петров
- 1975 — Здравствуйте, я ваша тётя!
- 1979 — Открытая книга
- 1979 — Выгодный контракт
- 1980 — Адам женится на Еве
- 1986 — Жизнь Клима Самгина (сериал)
- 1988 — Динара
- 1992 — Дитя
- 1993 — Проклятие Дюран (сериал)
- 1994 — Русский транзит (сериал)

## Нереализованные проекты
- В 1989 году группа Nautilus Pompilius в лице Вячеслава Бутусова и Дмитрия Умецкого, а также поэт Илья Кормильцев, жена Умецкого, сценарист Алёна Аникина и Виктор Титов в качестве режиссёра работали над философским музыкальным фильмом «Человек без имени». Кроме того, планировался выпуск одноимённого музыкального альбома[5]. По сценарию, главный герой ещё в утробе матери знает обо всем, что ждёт его после рождения и готовится к этому, но, когда он появляется на свет, то всё забывает и в ужасе проходит через все муки и испытания жизни, включая наркотики (песня «Бриллиантовые дороги»), первый секс (песня «Ворота, откуда я вышел»), грехопадение (песня «Падший ангел»), поиск себя и смысла бытия. Бутусов должен был сыграть человека, от лица которого ведётся повествование. А Умецкому досталась роль самого «Человека без имени». В качестве своеобразного тизера фильма Виктором Титовым был снят клип «Боксёр» с Бутусовым и Умецким в главных ролях. Но в итоге, по версии Умецкого, Титова не устроил музыкальный материал, а по другой, причиной стали разногласия основателей группы, но, так или иначе, съёмки не состоялись, а сам альбом был выпущен только в 1995 году.[источник не указан 1128 дней]

## Награды
За свою долгую и яркую жизнь в кинематографе режиссёр получил единственный приз — за вклад в российское кино на фестивале «Окно в Европу» в Выборге в 1999 году.